# خرچنگ مرموز شاخ‌چشمی
خرچنگ مرموز شاخ‌چشمی (نام علمی: Ocypode ceratophthalmus) نام یک گونه از سرده تندپاها است.